# 天使們的戲曲
《BLUE DROP》（日語：ブルードロップ）（中文名稱：《天使們的戲曲》）是由吉富昭仁创作的日本漫画作品。作品最初的五个章节於2004年到2005年期間在漫画杂志《電擊コミックガオ!》中连载。於2006年被收入单行本《吉富昭仁作品集 BLUE DROP》中。随后吉富昭仁又出版了基于同样世界观的另一本漫画《BLUE DROP ～天使の僕ら～》，并在杂志《Champion RED Ichigo》连载。而命名为《BLUE DROP ～天使們的戯曲～》的電視動畫版本也在2007年10月开始播出。

## 作品简介
所有的BLUE DROP系列作品都基于同一个世界观设定。21世纪初，地球被只有女性构成的外星种族入侵并战败，由于外星人先进的科技，第三性的诞生和宇宙人地球人混血变为可能，男性种族面临灭绝的危机。整个系列作品跨度非常大，前后长达一千年之久，主要讲述处于不同时代日本少女的爱情、冒险、校园生活等故事。

## 漫画

### 吉富昭仁作品集　BLUE DROP
在電撃コミックガオ!2004年8月号至2006年2月号连载并整理为单行本，分为以下五个章节：
- 神子-KAMINOKO-（时间设定为3004年[1]。）
- 海人-KAIJIN-（时间设定为3004年）
- 天使の約束（时间设定为3027年）
- 天使の選択（时间设定为3027年）
- 壊れた天使（时间设定为3027年）

### BLUE DROP ～我們都是天使～
《Champion RED》2007年4月号連載。故事背景年代设定为2009年。

#### 简介
某日，一名神秘的少女突然出现在普通的高中生矢波翔太的家门口，并要求翔太与她做爱。这名少女原是翔太在学校中的最要好的朋友杉山健造，他被占领地球的外星人抓捕并改造成了女性，出于实验目的，她被放回家园并被要求必須在规定时间内与地球男性性交不然就要被处死，无助的健造只好求助于自己最好的朋友。

#### 登場人物
矢波翔太（やなみ　しょうた）
故事的主人公，是一名胆小懦弱的普通高中生。
杉山健造（すぎやま　けんぞう）
翔太在学校最要好的朋友，由于被外星人抓捕并实验，被改造成了女性。
名取琴子（なとり　ことこ）
和翔太青梅竹马的女子高中生。

### BLUE DROP ～天使的惡作劇～
「BLUE DROP ～我們都是天使～」附属的特别篇作品，跟故事的主线没有直接关联。在Champion RED いちごVOL.2、VOL.4上刊登。

## 出版書籍
BLUE DROP 吉富昭仁作品集
- 2006年1月27日發售、ISBN 4-8402-3327-6

BLUE DROP ～我們都是天使～
| 冊數 | 秋田書店      | 秋田書店               | 東立出版社    | 東立出版社             |
| 冊數 | 發售日期      | ISBN                   | 發售日期      | ISBN                   |
| ---- | ------------- | ---------------------- | ------------- | ---------------------- |
| 1    | 2007年9月20日 | ISBN 978-4-253-23291-3 | 2012年9月21日 | ISBN 978-986-317-029-7 |
| 2    | 2008年3月19日 | ISBN 978-4-253-23292-0 | 2013年5月21日 | ISBN 978-986-317-030-3 |

## 电视动画
“BLUE DROP ～天使達の戯曲～”2007年10月开始播放。作品的背景设定在外星人尚未开始公开入侵的1999年。漫画的原作者吉富昭仁也参与了动画版的制作和设定。

### 故事简介
故事开始的5年前、神隠島的全体居民因为异常的不可抗拒因素突然全部死亡，唯一的幸存者是年幼的本作故事的主人公若竹玛丽（若竹マリ），她也因为巨大的刺激而丧失了记忆。从小受独立教育，并被祖母抚养大的玛丽，因为祖母的身体状况不佳而被托付给了私立海鳳学園培养。在学校，玛丽结识了表面上是优秀学生，其实真实身份为外星人先遣队的战舰舰长千光寺萩乃及几名性格各不相同的舍友，在不断交往中逐渐产生了密不可分的感情。

### 登場人物
若竹瑪麗（わかたけ まり）
声優：矢島晶子
故事的主人公。神隠島事件的唯一幸存者。丧失记忆之后一直跟祖母生活，后被送入私立海鳳学園成为该校的一名学生。她对千光寺萩乃一见如故，很有好感，却不肯承认，装出一副漠不关心的样子，在其他方面却是非常坦诚。
千光寺萩乃（せんこうじ はぎの）
声优：澤城美雪
玛丽的同班同学，并担任宿舍青海寮的副舍长。为人和蔼，成绩优秀，言谈举止都非常高雅，是一个典型的万能型好学生。而她的另一身份是潜入地球人中进行调查的外星人地球调查舰队第五舰的舰长，并和神隠島事件的发生有密切关联。
ツバエル
声优：後藤邑子
外星人，地球调查舰队第五舰的副官。十分仰慕萩乃并深得舰长萩乃的信赖，在舰长不在时拥有舰队的指挥权，并担任情报汇报工作。
川嶋朱音（かわしま あかね）
声优：渡邊明乃
玛丽的同级生及舍友。总是叼着一根細吸管，学习成绩不是很好，留级了一年，并在社会上与一些小混混有过节。最大的爱好是制作料理，为人所不知的是她是學園长的亲生女儿。
香月美智子（こうづき みちこ）
声优：雪野五月
玛丽的同级生及舍友。由于负责带玛丽参观学校而成为要好的朋友，是个性格有些害羞的眼睛娘。作为私立学校里不多的一般家庭出身的学生，她学习刻苦，并有着文学创作的爱好。
船津丸ひろ子（ふなつまる ひろこ）
声优：斉藤貴美子
玛丽的宿舍青海寮的舍长。
菅原裕子（すがわら ゆうこ）
声优：山田美穗
玛丽的班主任和任课老师，主教化学。另一个身份是政府派来调查并保护玛丽的秘密搜查官。
深町学園長
声优：中田讓治
ダンディでハンサムな男性。
舞山教務主任
声优：一城みゆ希
中年女性。性格は、いわゆるお局様。
シバリエル
声优：麻上洋子
外星人，宇宙戦艦ノヴァール的艦長并且是外星人調査艦隊的总司令。冷酷、为了达到目的不择手段的人。
アザナエル
声优：折笠愛
外星人，宇宙戦艦ノヴァールの成员、也是オノミル的恋人，一心要给死去的オノミル报仇。
オノミル
声优：倉田雅世
外星人，宇宙戦艦ブルー的操作员。在5年前的事件中身亡。
カサゴル
声优：川上倫子
外星人调查舰队第二舰队的队长。
船津丸ゆり子
声优：篠原惠美
宿舍长的姐姐，已婚并生有两个女儿。
山田和美
声优：廣津佑希子
鈴木双葉
声优：野中藍
佐藤未恵
声优：板東愛
青海寮的成员。三个人都是萩乃的坚决支持者，并为此跟玛丽针锋相对。
オペレーター
声优：生天目仁美
オペレーター
声优：豬口有佳

### 製作團隊
- 原作、人物原案、設計工作 - 吉富昭仁
- 監督、原案 - 大倉雅彦
- 副監督 - 友田政晴
- 系列構成 - 高橋奈津子
- 人物設計・総作画監督 - 竹田逸子
- 機械設計 - 米村孝一郎
- 戰艦BLUE設計 - 竹内敦志
- 2D圖像設計 - 山田可奈子
- 美術監督 - 野村正信
- 色彩設計 - 海鋒重信
- 攝影監督 - 和田尚之
- 編輯 - 重村建吾
- 音響監督 - 鶴岡陽太
- 音樂 - THE金鶴
- 製作人 - 岩瀬繁功、中村伸一、山崎史紀、堀圭輔、大橋豊
- 動畫製作人 - 曽根孝治
- 動畫製作 - bestack、旭Production
- 製作 - PROJECT BD（國王唱片、波麗佳音、Showgate、Memory-Tech、bestack）

### 主題曲
片頭曲『BLUE』
作詞：大倉雅彥、作曲：Clara、編曲：藤間仁（Elements Garden）、演唱：Suara
片尾曲『蕾-blue dreams-』
作詞：Bee’、作曲：衣笠道雄、編曲：藤田淳平（Elements Garden）、演唱：Suara

### 各話列表
每話標題皆為一種花的學名。
| 話數 | 日文標題               | 中文標題       | 腳本       | 分鏡              | 演出              | 作畫監督                                                                          |
| ---- | ---------------------- | -------------- | ---------- | ----------------- | ----------------- | --------------------------------------------------------------------------------- |
| 1    | Hydrangea --           | 浸入水中的東西 | 高橋奈津子 | 大倉雅彦          | 大倉雅彦 羽生尚靖 | 竹田逸子                                                                          |
| 2    | Lavandula --           | 疑惑           | 高橋奈津子 | 福田道生          | 友田政晴          | 蘇武裕子                                                                          |
| 3    | Datura --              | 虛偽的魅力     | 渡邊大輔   | 長尾粛 大倉雅彦   | 長尾粛            | 井上善勝                                                                          |
| 4    | Dahlia pinnata --      | 不安           | 高橋奈津子 | 吉田英俊 大倉雅彦 | 神崎ユウジ        | 成松義人、水川弘理 八木元喜                                                       |
| 5    | Garden verbena --      | 親子的羈絆     | 小枝マリ   | 静野孔文 大倉雅彦 | 内田祐司          | 粟井重紀                                                                          |
| 6    | Campanula --           | 小小的瞳孔     | 白井宏旨   | 羽生尚靖          | 久米一成 友田政晴 | 服部憲知                                                                          |
| 7    | Crinum --              | 純潔的心       | 吉富昭仁   | 瀬藤健嗣 大倉雅彦 | 小林孝志          | 蘇武裕子 早川ナオミ                                                               |
| 8    | Hyoscyamus niger --    | 打破思念       | 渡邊大輔   | 長尾粛 大倉雅彦   | 吉田英俊          | 今村麻美 牛来隆行                                                                 |
| 9    | Lagenaria siceraria -- | 夜晚的回憶     | 高橋奈津子 | 出合小都美        | 出合小都美        | 上田幸一郎                                                                        |
| 10   | Cirsium --             | 復仇           | 渡邊大輔   | 福田道生 大倉雅彦 | 神崎ユウジ        | 水川弘理 土橋昭人                                                                 |
| 11   | Thoroughwort --        | 那一天的記憶   | 渡邊大輔   | 大倉雅彦          | 内田裕司          | CHOI YOUNG-HEE JUNG JI-HEE 小枝マリ                                               |
| 12   | Cosmos --              | 美的調和       | 高橋奈津子 | 大倉雅彦          | 吉田英俊          | 亜蘭純子、CHOI YOUNG-HEE JUNG JI-HEE、服部憲知                                    |
| 13   | Rosmarinus --          | 海中的水滴     | 高橋奈津子 | 大倉雅彦          | 小林孝志          | CHOI YOUNG-HEE JUNG JI-HEE HWANG YOUNG SIK、亜蘭純子 小枝マリ、蘇武裕子、友田政晴 |

### 播放電視台
| 播放地區 | 播放電視台   | 播放日期                 | 播放時間             | 聯播網    | 備註   |
| -------- | ------------ | ------------------------ | -------------------- | --------- | ------ |
| 京都府   | KBS京都      | 2007年10月2日 - 12月25日 | 星期二 26:00 - 26:30 | 獨立UHF局 |        |
| 千葉縣   | 千葉電視台   | 2007年10月2日 - 12月25日 | 星期二 26:30 - 27:00 | 獨立UHF局 |        |
| 三重縣   | 三重電視台   | 2007年10月2日 - 12月25日 | 星期二 26:55 - 27:25 | 獨立UHF局 |        |
| 埼玉縣   | 玉視         | 2007年10月4日 - 12月27日 | 星期四 25:00 - 25:30 | 獨立UHF局 |        |
| 東京都   | TOKYO MX     | 2007年10月5日 - 12月28日 | 星期五 26:30 - 27:00 | 獨立UHF局 |        |
| 神奈川縣 | tvk          | 2007年10月5日 - 12月28日 | 星期五 27:15 - 27:45 | 獨立UHF局 |        |
| 和歌山縣 | 和歌山電視台 | 2007年10月7日 - 12月30日 | 星期日 25:10 - 25:40 | 獨立UHF局 |        |
| 日本全域 | 萬代頻道     | 2007年10月15日 -         | 星期一 12:00 更新    | 网络广播  |        |
| 日本全域 | GyaO         | 2007年 記載暫缺 -        | 星期一 12:00 更新    | 网络广播  |        |
| 日本全域 | Yahoo!動畫   | 2007年 資料暫缺 -        | 星期一 12:00 更新    | 网络广播  |        |
| 日本全域 | AT-X         | 2007年11月9日 -          | 星期五 11:30 - 12:00 | CS放送    | 有重播 |

## 广播剧
fm osaka制作的广播剧「FM Sound Cinema」与2007年7月至同年9月播出。故事基于漫画版本的“吉富昭仁作品集　BLUE DROP”。

### 制作人员
- 原作：吉富昭仁
- 脚本：杉谷祐
- 音楽：根岸貴幸
- 音響監督：小林克良

### 登場人物・声优

#### 神子
- 真美：日笠山亞美
- 龍平：野島裕史
- 順子：河原木志穗

#### 海人
- 清美：遠藤綾
- 留美：广橋涼
- 岡本：桐井大介

#### 天使の約束／天使の選択／壊れた天使
- YUI：名塚佳織
- 美里：小菅真美
- 称子：永田亮子